# 액션 롤플레잉 게임
액션 롤플레잉 게임(action role-playing game, 줄여서 액션 RPG 또는 ARPG)은 액션 게임과 롤플레잉 장르의 핵심 요소를 결합한 비디오 게임의 하위 장르이다.

## 정의
액션 롤플레잉 게임은 캐릭터의 상대적인 능력과 힘을 결정하는 스탯 시스템을 유지하면서도, 턴제나 메뉴 기반 전투가 아닌 플레이어가 캐릭터를 직접 조작하는 실시간 전투 방식을 특징으로 한다. 이러한 게임들은 대개 핵 앤드 슬래시나 슈팅 게임과 유사한 액션 게임의 전투 시스템을 채용한다. "액션 롤플레잉 게임"이라는 용어는 미션 시스템과 롤플레잉 게임의 특성을 포함한 액션 어드벤처 게임이나 실시간 전투 시스템을 갖춘 MMORPG를 지칭하기도 한다.

## 작품 목록
- 이스
- 디아블로 시리즈
- 매스 이펙트
- 녹스
- 캐슬바니아
- 던전 앤 드래곤
- 다크 소울
- 성검전설